# Strike Force Five
Strike Force Five foi um podcast apresentado pelos comediantes e apresentadores de talk shows Stephen Colbert, Jimmy Fallon, Jimmy Kimmel, Seth Meyers e John Oliver. Com 12 episódios de 30 de agosto a 10 de outubro de 2023, foi criado para apoiar os funcionários dos cinco apresentadores que estavam desempregados devido à greve dos roteiristas de 2023.
Após sua estreia, Strike Force Five alcançou o topo das paradas no Spotify e Apple nos Estados Unidos. O podcast recebeu críticas positivas e mistas, com muitos elogiando a causa, mas também comentando sobre a qualidade irregular.

## História

### Antecedentes
Em 2 de maio de 2023, o Writers Guild of America (WGA), representando 11.500 roteiristas, entrou em greve por causa de uma disputa trabalhista em andamento com a Alliance of Motion Picture and Television Producers (AMPTP). A produção de muitos programas foi imediatamente interrompida incluindo os talk shows The Late Show with Stephen Colbert, The Tonight Show Starring Jimmy Fallon, Jimmy Kimmel Live!, Late Night with Seth Meyers e Last Week Tonight with John Oliver. Stephen Colbert sugeriu que os apresentadores mantivessem mais contato durante a greve, citando a má comunicação durante a última greve dos roteiristas em 2008 como uma das razões. Eles começaram a ter reuniões semanais no Zoom para debater sobre os protestos, o que eventualmente levou Kimmel a criar o nome do podcast. O podcast seria distribuído pela Megaphone e os lucros iriam para os funcionários, que estavam desempregados no momento.

### Anúncio
Em 13 de setembro foi anunciado que Fallon, Kimmel e Colbert se apresentariam juntos em um espetáculo ao vivo de apenas uma noite chamado Strike Force Three no teatro Dolby Live em Las Vegas no dia 23 de setembro.  Muito parecido com Strike Force Five, o programa foi criado para arrecadar dinheiro para seus funcionários. No entanto, foi cancelado porque Kimmel testou positivo para COVID-19.
O podcast estreou em 30 de agosto. Várias celebridades fizeram participações especiais, incluindo Jon Stewart, David Letterman e Ryan Reynolds. Conan O'Brien foi escalado para ser um dos convidados, mas a greve terminou antes que ele pudesse ser escalado.
A Rolling Stone publicou um relatório em 7 de outubro que detalhou um ambiente de trabalho tóxico no The Tonight Show causado por Fallon. Nina Metz do Chicago Tribune questionou como a denúncia afetaria o futuro do podcast, dizendo: "São figuras públicas que trabalharam para cultivar a reputação de seres humanos decentes e sinceramente interessados nas pessoas que trabalham para eles. […] Como continuar com Fallon, como se nada estivesse errado?". Linda Holmes no podcast Pop Culture Happy Hour da NPR também expressou que seria estranho não abordar as alegações, mesmo que eles tivessem episódios pré-gravados. Mais tarde foi revelado que pelo menos dois episódios estavam gravados antes da reportagem e a controvérsia não foi citada nas gravações.
Como a greve dos roteiristas terminou em 27 de setembro, permitindo a retomada da produção de talk shows noturnos, os apresentadores anunciaram que o podcast teria um número indeterminado de episódios. O trabalho terminou em 10 de outubro de 2023, após 12 episódios.

## Formato
O podcast foi programado para durar pelo menos 12 episódios, com cada episódio durando aproximadamente 60 minutos. Durante cada episódio, os cinco apresentadores discutiam um ou mais assuntos, como pesca ou curiosidades pessoais, por meio de uma ligação no Zoom. O apresentador principal, que é diferente para cada episódio, normalmente decidiria os assuntos. O caráter improvisado do trabalho teve como objetivo demonstrar a importância de seus colaboradores, como pesquisadores e redatores, para seus respectivos programas.

## Episódios
| N.º | Título                                                                        | Anfitrião principal             | Duração | Exibição original      |
| --- | ----------------------------------------------------------------------------- | ------------------------------- | ------- | ---------------------- |
| 1   | "Five Late Night Hosts Talk at the Same Time for the First Time"              | Jimmy Kimmel                    | 1:06:31 | 30 de agosto de 2023   |
| 2   | "A Second Episode About First Episodes"                                       | Seth Meyers                     | 1:03:31 | 3 de setembro de 2023  |
| 3   | "Stories We Missed, Vasectomies and Moby Dick"                                | Stephen Colbert                 | 59:29   | 7 de setembro de 2023  |
| 4   | "Awards Show Screwups, Late Night Multiverse & Batman Wants to Murder Kimmel" | John Oliver                     | 51:07   | 12 de setembro de 2023 |
| 5   | "Strike Force Wives!"                                                         | Jimmy Fallon                    | 1:01:39 | 15 de setembro de 2023 |
| 6   | "The Guys Answer Questions from Listeners"                                    | Jimmy Kimmel                    | 51:42   | 19 de setembro de 2023 |
| 7   | "Jon Stewart Makes it Six"                                                    | Stephen Colbert                 | 57:44   | 22 de setembro de 2023 |
| 8   | "The Talk Show Hosts Name Sneaky Great Talk Show Guests"                      | Seth Meyers                     | 57:11   | 26 de setembro de 2023 |
| 9   | "David Letterman Makes it Six"                                                | Jimmy Kimmel                    | 1:12:49 | 29 de setembro de 2023 |
| 10  | "The Strike is Over But the Podcast Isn't Yet"                                | John Oliver                     | 42:09   | 3 de outubro de 2023   |
| 11  | "The Return of Strike Force Wives!"                                           | Jimmy Fallon                    | 1:06:40 | 6 de outubro de 2023   |
| 12  | "The Strike Force Five Says Goodbye (with a Special Guest)"                   | Seth Meyers and Stephen Colbert | 55:51   | 10 de outubro de 2023  |

## Recepção
Strike Force Five recebeu críticas positivas e mistas, com muitos elogiando a causa, mas também comentando sobre a qualidade irregular do podcast. Alexi Duggins do The Guardian achou as conversas interessantes, com Sarah Larson do The New Yorker escrevendo que foi revigorante ouvir os anfitriões tendo discussões amistosas e ao mesmo tempo apoiando a greve. Muitos críticos sentiram que a natureza improvisada às vezes leva a discussões fora de foco, com Sean Malin da Vulture observando que dependia de quem estava comandando o episódio. Brianna Wellen do Primetimer destacou isso em sua crítica ao primeiro episódio, declarando que o podcast parecia "uma batalha não oficial para ser a melhor estrela da madrugada" devido aos apresentadores terem que interromper uns aos outros. O crítico Nicholas Quah expressou que o potencial cômico das gravações permaneceu praticamente inexplorado. Fiona McCann do The Irish Times achou que o podcast era sem brilho em comparação com os talk shows dos apresentadores.
A obra recebeu respostas de funcionários, jornalistas especializados e outros apresentadores noturnos. O escritor Bill Carter elogiou a ideia e disse que os anfitriões "se dão muito bem, o que é meio atípico para a história do [formato] late night". Sarah Kobos, coordenadora de pesquisa fotográfica do The Tonight Show Starring Jimmy Fallon, expressou gratidão pelo podcast ajudar outros membros da equipe. Greg Gutfeld, apresentador na Fox News, chamou o trabalho de "patético" e também criticou os estilos de comédia dos programas dos apresentadores. O programa de Gutfeld não foi afetado pela greve dos roteiristas porque não empregava redatores do WGA.
Muitos críticos consideram o quinto episódio, "Strike Force Wives!", onde Fallon apresenta um game show semelhante a The Newlywed Game, como o melhor exibido. Strike Force Five estreou em primeiro lugar nas paradas de podcast da Apple e do Spotify nos Estados Unidos. O podcast foi destaque na lista dos 10 melhores de 2023 da Time, com Eliana Dockterman comentando: "Podcasts de celebridades podem ser engrandecedores e enfadonhos, mas esse grupo em particular encanta com sua disposição de se humilhar".